# Ламін Діабі
Ламін Діабі-Фадіга (фр. Lamine Diaby-Fadiga, нар. 19 січня 2001, Грасс) — французький футболіст, нападник польського клубу «Ягеллонія». Виступав також за низку французьких футбольних клубів. Володар Суперкубка Польщі.

## Клубна кар'єра
Ламін Діабі народився 2001 року в місті Грасс. Грав за юнацькі команди низки французьких футбольних клубів. У 2017 році Діабі розпочав грати в основній команді клубу «Ніцца-2», в якій виступав до 2019 року. У 2019 році футболіст перейшов до клубу «Париж», у якому грав до 2022 року, коли керівництво клубу віддало нападника в оренду до нідерландського клубу «Ейндговен». У 2023 році футболіст повернувся до клубу «Париж», у якому виступав до 2024 року.
З 2024 року Ламін Діабі-Фадіга грає у складі польського клубу «Ягеллонія». У складі білостоцької команди в 2024 році футболіст став володарем Суперкубка Польщі.

## Виступи за збірні
У 2017 році Ламін Діабі-Фадіга дебютував у складі юнацької збірної Франції, загалом на юнацькому рівні взяв участь у 19 іграх, відзначившись 13 забитими голами.

## Титули і досягнення
- Володар Суперкубка Польщі (1):

«Ягеллонія»: 2024